# Obelisco (geometria)
In geometria solida l'obelisco è un poliedro ottenuto troncando un cuneo con un piano parallelo alla base.
Le sei facce dell'obelisco sono due rettangoli, detti base maggiore e base minore, e due coppie di trapezi isosceli uguali.
Se la base maggiore e la base minore sono simili, l'obelisco è un tronco di piramide.

## Area e volume
L'area A ed il volume V di un obelisco di altezza h, la cui base maggiore ha lati a e b e la cui base minore ha corrispondenti lati a' e b', sono le seguenti:
{\displaystyle A=ab+a'b'+(a+a'){\sqrt {{\dfrac {(b-b')^{2}}{4}}+h^{2}}}+(b+b'){\sqrt {{\dfrac {(a-a')^{2}}{4}}+h^{2}}},}
{\displaystyle V=(2ab+ab'+a'b+2a'b'){\dfrac {h}{6}}.\!\ }

## Simmetrie
Il gruppo di simmetria dell'obelisco è il gruppo diedrale {\displaystyle D_{2}}, generato dalla rotazione di {\displaystyle \pi \!\ } intorno all'asse passante per i centri delle basi e dalle simmetrie rispetto ai piani passanti per lo stesso asse e perpendicolari ai lati delle basi. È lo stesso gruppo di simmetria del cuneo.